# آلیس کیمی
آلیس کایمی (متولد آلیس مالاگوتی کایمی در ۱۷ مارس ۱۹۹۰) خواننده و ترانه‌سرای برزیلی است. او نوه دوریوال کیمی, دختر دانیلو کایمی و سیمون کیمی و خواهرزاده نانا کیمی و دوری کیمی است.
کایمی دوجنس‌گرا شناخته می‌شود و از سال ۲۰۱۷ با فیلیپه کاسترو ازدواج کرده‌است

## آهنگ‌شناسی

### آلبوم‌های استودیویی
- آلیس کیمی (۲۰۱۲)
- ملکه رعد و برق (۲۰۱۴)
- آلیس (۲۰۱۸)
- الکترا (۲۰۱۹)
- معصوم (۲۰۲۱)

### آلبوم‌های زنده
- ملکه رعد و برق (۲۰۱۵)

### آلبوم چند آهنگه
- می‌گویند من دیوانه ام (۲۰۱۹)